# Persone di nome Marion
| Questa pagina contiene informazioni ricavate automaticamente dalle voci biografiche con l'ausilio del template Bio e di un bot. L'aggiornamento è periodico e automatico e ricostruisce completamente la pagina. Se manca una persona in questa lista, sei pregato di non aggiungerla, ma accertati piuttosto che la sua voce biografica contenga il template Bio e che i dati anagrafici siano correttamente compilati. Se il template Bio manca, inseriscilo tu stesso o, in alternativa, metti l'avviso {{tmp\|Bio}} che ne segnala la mancanza. Se i dati riportati sono sbagliati, correggi direttamente la voce biografica; le modifiche saranno visibili in questa lista entro pochi giorni. Per chiarimenti vedi il progetto antroponimi. La lista contiene solo le 113 persone che sono citate nell'enciclopedia e per le quali è stato implementato correttamente il template Bio. Pagina aggiornata al 22 lug 2025. |

Questa è una lista di persone presenti nell'enciclopedia che hanno il nome Marion, suddivise per attività principale.

## Allenatrici di tennis(1)
- Marion Maruska, allenatrice di tennis e ex tennista austriaca (Mödling, n. 1972)

## Antifasciste(1)
- Marion Catherine Cave, antifascista britannica (Londra, n. 1896 - Londra, † 1949)

## Armonicisti(1)
- Little Walter, armonicista, chitarrista e cantante statunitense (Marksville, n. 1930 - Chicago, † 1968)

## Artiste(1)
- Violet Lindsay, artista inglese (Haigh, n. 1856 - Londra, † 1937)

## Astiste(1)
- Marion Lotout, astista francese (Saint-Brieuc, n. 1989)

## Attiviste(2)
- Marion Dunlop, attivista e politica britannica (Scozia, n. 1864 - Londra, † 1942)
- Kitty Marion, attivista e attrice tedesca (Rietberg, n. 1871 - New York, † 1944)

## Attori(1)
- John Wayne, attore, produttore cinematografico e regista statunitense (Winterset, n. 1907 - Los Angeles, † 1979)

## Attrici(16)
- Marion Aye, attrice statunitense (Chicago, n. 1903 - Hollywood, † 1951)
- Marion Bailey, attrice britannica (Bushey, n. 1951)
- Marion Burns, attrice statunitense (Los Angeles, n. 1907 - Laguna Niguel, † 1993)
- Marion Byron, attrice statunitense (Dayton, n. 1911 - Santa Monica, † 1985)
- Marion Cotillard, attrice, modella e cantante francese (Parigi, n. 1975)
- Marion Davies, attrice statunitense (New York, n. 1897 - Los Angeles, † 1961)
- Marion Hänsel, attrice, regista e produttrice cinematografica belga (Marsiglia, n. 1949 - Woluwe-Saint-Pierre, † 2020)
- Marion Leonard, attrice statunitense (Cincinnati, n. 1881 - Woodland Hills, † 1956)
- Marion Marlowe, attrice statunitense (Saint Louis, n. 1929 - Tucson, † 2012)
- Marion Lorne, attrice statunitense (West Pittston, n. 1883 - New York, † 1968)
- Marion Ramsey, attrice statunitense (Filadelfia, n. 1947 - Los Angeles, † 2021)
- Marion Ross, attrice statunitense (Watertown, n. 1928)
- Marion Shilling, attrice statunitense (Denver, n. 1910 - Torrance, † 2004)
- Marion Sunshine, attrice e cantante statunitense (Louisville, n. 1894 - New York, † 1963)
- Marion Martin, attrice statunitense (Filadelfia, n. 1909 - Los Angeles, † 1985)
- Marion Warner, attrice statunitense (Indianapolis, n. 1893)

## Attrici teatrali(1)
- Marion d'Amburgo, attrice teatrale e costumista italiana (Lucignano, n. 1952)

## Calciatori(1)
- Marion Silva Fernandes, ex calciatore brasiliano (Teixeira de Freitas, n. 1991)

## Calciatrici(2)
- Marion Romanelli, calciatrice francese (Aix-en-Provence, n. 1996)
- Marion Torrent, calciatrice francese (Châlons-en-Champagne, n. 1992)

## Canottiere(1)
- Marion Greig, ex canottiera statunitense (Hudson, n. 1954)

## Cantanti(5)
- Moe Bandy, cantante statunitense (Meridian, n. 1944)
- Lady Saw, cantante giamaicana (n. 1972)
- Marion Harris, cantante statunitense (Indiana, n. 1896 - New York, † 1944)
- Janie Jones, cantante britannica (Seaham, n. 1941)
- Marion Rung, cantante finlandese (Helsinki, n. 1945)

## Cantautori(1)
- Vernon Dalhart, cantautore statunitense (Jefferson, n. 1883 - Bridgeport, † 1948)

## Cantautrici(1)
- Marion Raven, cantautrice e musicista norvegese (Lørenskog, n. 1984)

## Cestiste(1)
- Marion Laborde, ex cestista francese (Dax, n. 1986)

## Cestisti(3)
- Huck Hartman, cestista statunitense (Salina, n. 1920 - Sharon, † 1946)
- Bud Moodler, cestista statunitense (Montgomery, n. 1912 - Craig, † 1977)
- Odie Spears, cestista statunitense (Scottsville, n. 1924 - Louisville, † 1985)

## Chimici(1)
- Frederick Hawthorne, chimico statunitense (Fort Scott, n. 1928 - † 2021)

## Cicliste su strada(2)
- Marion Clignet, ex ciclista su strada e pistard statunitense (Chicago, n. 1964)
- Marion Rousse, ex ciclista su strada francese (Saint-Saulve, n. 1991)

## Critici d'arte(1)
- Marion Spielmann, critico d'arte britannico (Londra, n. 1858 - † 1948)

## Danzatrici(1)
- Marion Barbeau, danzatrice e attrice francese (Nogent-sur-Marne, n. 1991)

## Direttori del casting(1)
- Marion Dougherty, casting director statunitense (Hollidaysburg, n. 1923 - New York City, † 2011)

## Educatrici(1)
- Marion Crawford, educatrice britannica (Gatehead, n. 1909 - Aberdeen, † 1988)

## Fisici(1)
- Marion King Hubbert, geofisico statunitense (San Saba, n. 1903 - Bethesda, † 1989)

## Fotografe(2)
- Marion Palfi, fotografa statunitense (Berlino, n. 1907 - Los Angeles, † 1978)
- Marion Post Wolcott, fotografa statunitense (n. 1910 - † 1990)

## Giavellottiste(2)
- Marion Becker, ex giavellottista tedesca (Amburgo, n. 1950)
- Marion Lüttge, ex giavellottista tedesca (Lipsia, n. 1941)

## Giocatori di football americano(3)
- Earl Cooper, ex giocatore di football americano statunitense (Giddings, n. 1957)
- Marion Grice, giocatore di football americano statunitense (Houston, n. 1992)
- Marion Motley, giocatore di football americano statunitense (Leesburg, n. 1920 - Cleveland, † 1999)

## Giornaliste(1)
- Marion Gräfin Dönhoff, giornalista e saggista tedesca (Schloss Friedrichstein, n. 1909 - Friesenhagen, † 2002)

## Mezzofondisti(1)
- Lawrence Shields, mezzofondista statunitense (West Chester, n. 1895 - Marblehead, † 1976)

## Montatrici(1)
- Marion Monnier, montatrice francese

## Nuotatrici(1)
- Marion Beverly Lay, ex nuotatrice canadese (Vancouver, n. 1948)

## Pallavoliste(1)
- Marion Gauthier-Rat, ex pallavolista francese (Saint-Maurice, n. 1993)

## Pastori protestanti(1)
- Pat Robertson, pastore protestante, predicatore e politico statunitense (Lexington, n. 1930 - Virginia Beach, † 2023)

## Piloti automobilistici(1)
- Jackie Holmes, pilota automobilistico statunitense (Indianapolis, n. 1920 - Indianapolis, † 1995)

## Pistard(1)
- Marion Borras, pistard e ciclista su strada francese (Pontcharra, n. 1997)

## Pittrici(2)
- Marion Adnams, pittrice e disegnatrice inglese (Derby, n. 1898 - Derby, † 1995)
- Marion Peck, pittrice statunitense (n. 1963)

## Poetesse(1)
- Marion Angus, poetessa e scrittrice scozzese (n. 1865 - † 1946)

## Politiche(3)
- Marion Coates Hansen, politica inglese (Osbaldwick, n. 1870 - Great Ayton, † 1947)
- Marion Maréchal, politica francese (Saint-Germain-en-Laye, n. 1989)
- Marion Walsmann, politica tedesca (Erfurt, n. 1963)

## Politici(2)
- Marion Barry, politico statunitense (Itta Bena, n. 1936 - Washington, † 2014)
- Mike Rounds, politico statunitense (Huron, n. 1954)

## Produttori discografici(1)
- Suge Knight, produttore discografico e criminale statunitense (Compton, n. 1965)

## Psicoanaliste(1)
- Marion van Binsbergen, psicoanalista olandese (Amsterdam, n. 1920 - Vershire, † 2016)

## Registe(1)
- Marion Vernoux, regista e sceneggiatrice francese (Montreuil, n. 1966)

## Registi(1)
- Marion Gering, regista russo (Rostov sul Don, n. 1901 - New York, † 1977)

## Sassofonisti(1)
- Marion Brown, sassofonista statunitense (Atlanta, n. 1931 - Hollywood, † 2010)

## Sceneggiatrici(2)
- Marion Fairfax, sceneggiatrice, commediografa e montatrice statunitense (Richmond, n. 1875 - Los Angeles, † 1970)
- Marion Orth, sceneggiatrice statunitense (n. 1900 - Nashville, † 1984)

## Schermitrici(1)
- Marion Stoltz, schermitrice francese (Digione, n. 1990)

## Sciatrici alpine(8)
- Marion Allard, ex sciatrice alpina francese (n. 1990)
- Marion Berger, ex sciatrice alpina italiana (n. 1978)
- Marion Bertrand, ex sciatrice alpina francese (Grasse, n. 1984)
- Marion Chevrier, sciatrice alpina francese (n. 2001)
- Marion Josserand, ex sciatrice alpina e sciatrice freestyle francese (Saint-Martin-d'Hères, n. 1986)
- Marion Mahlknecht, ex sciatrice alpina italiana (n. 1968)
- Marion Pellissier, ex sciatrice alpina francese (San Giovanni di Moriana, n. 1988)
- Marion Rolland, ex sciatrice alpina francese (Saint-Martin-d'Hères, n. 1982)

## Sciatrici freestyle(1)
- Marion Thénault, sciatrice freestyle canadese (Sherbrooke, n. 2000)

## Scrittrici(7)
- Marion Adams-Acton, scrittrice e drammaturga britannica (Isola di Arran, n. 1846 - Londra, † 1928)
- Marion Polk Angellotti, scrittrice statunitense (California, n. 1887 - † 1975)
- Marion Blumenthal Lazan, scrittrice tedesca (Brema, n. 1934)
- Marion Brunet, scrittrice francese (Vaucluse, n. 1976)
- Marion Chesney, scrittrice britannica (Glasgow, n. 1936 - † 2019)
- Marion Poschmann, scrittrice e poetessa tedesca (Essen, n. 1969)
- Marion Zimmer Bradley, scrittrice, glottoteta e curatrice editoriale statunitense (Albany, n. 1930 - Berkeley, † 1999)

## Skeletoniste(1)
- Marion Thees, ex skeletonista tedesca (Eisenach, n. 1984)

## Slittiniste(1)
- Marion Oberhofer, slittinista italiana (San Candido, n. 2000)

## Socialite(1)
- Marion Graves Anthon Fish, socialite statunitense (n. 1853 - † 1915)

## Sociologi(1)
- Marion J. Levy Jr., sociologo statunitense (n. 1918 - † 2002)

## Soprani(1)
- Marion Talley, soprano statunitense (Nevada, n. 1906 - Beverly Hills, † 1983)

## Tenniste(3)
- Marion Bartoli, ex tennista francese (Le Puy-en-Velay, n. 1984)
- Marion Jones Farquhar, tennista statunitense (Gold Hill, n. 1879 - Los Angeles, † 1965)
- Marion Zinderstein, tennista statunitense (n. 1896 - † 1980)

## Tuffatrici(1)
- Marion Roper, tuffatrice statunitense (n. 1910 - † 1991)

## Veliste(1)
- Marion Lepert, velista statunitense (La Tronche, n. 1995)

## Velociste(2)
- Marion Jones, ex velocista, lunghista e cestista statunitense (Los Angeles, n. 1975)
- Marion Wagner, velocista tedesca (Magonza, n. 1978)

## Senza attività specificata(6)
- Marion Delorme, francese (n. 1613 - Parigi, † 1650)
- Marion Droz Vincent, combinatista nordica francese (Pontarlier, n. 2008)
- Marion Kreiner, ex snowboarder austriaca (Graz, n. 1981)
- Marion Posch, ex snowboarder italiana (Vipiteno, n. 1972)
- Marion Tait, ex ballerina britannica (Londra, n. 1950)
- Marion Tinsley, damista statunitense (Ironton, n. 1927 - Houston, † 1995)